# Punta Gorda (Florida)
Punta Gorda er en amerikansk by og administrativt centrum i det amerikanske county Charlotte County i staten Florida. Byen har et indbyggertal på 19.471 (2020) indbyggere.

## Ekstern henvisning
- Officiel hjemmeside